# Demokratura

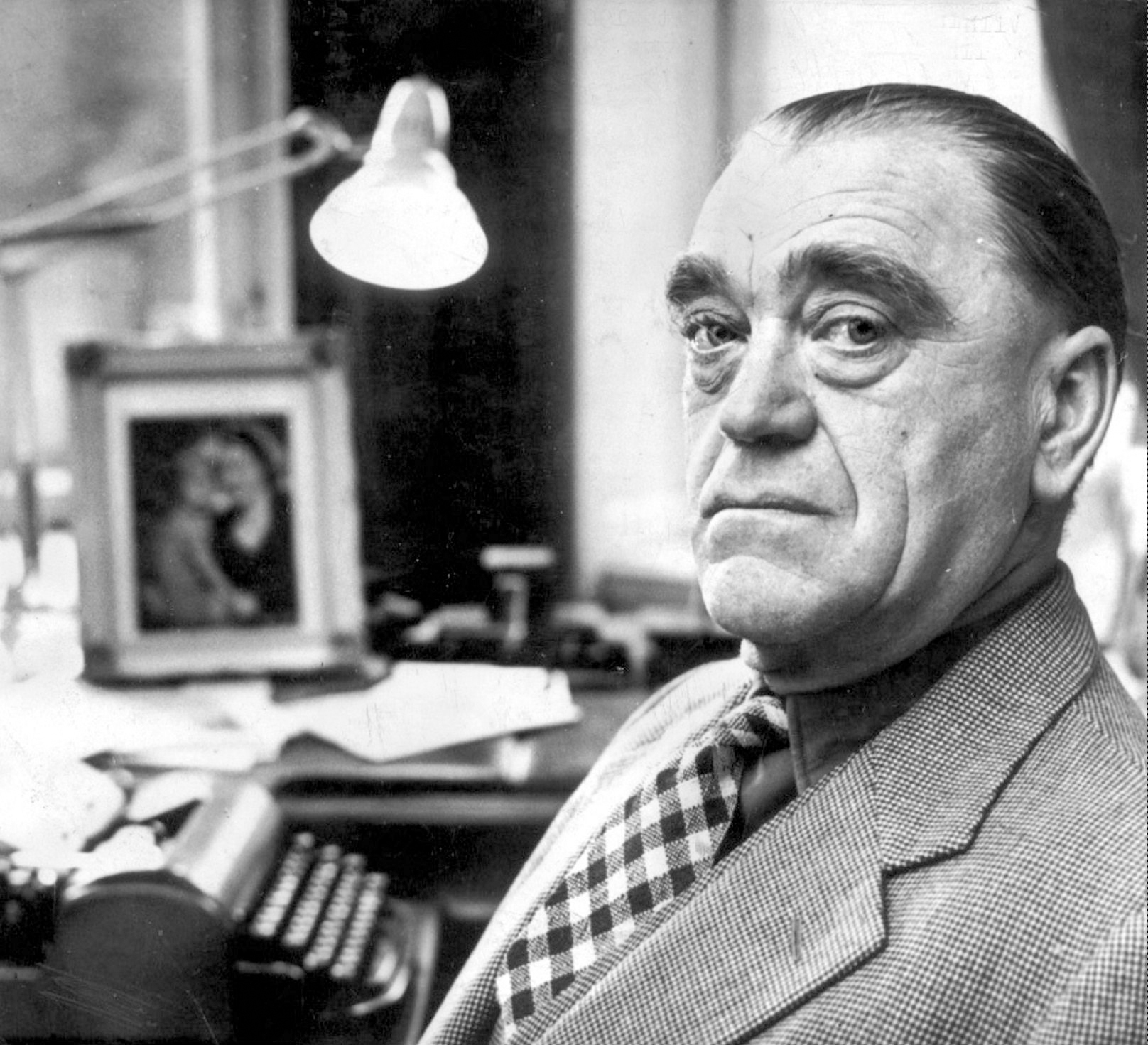
Vilhelm Moberg v roce 1967

Demokratura je neologismus složený ze slov demokracie (démos – lid; kratos – vládnout) a diktatura (z latiny: dictator), který označuje diktaturu vydávající se za demokracii. Termín pravděpodobně definoval švédský spisovatel Vilhelm Moberg v roce 1965, který jako demokraturu chápal režim, ve kterém jsou média využívána k manipulaci s veřejným míněním za účelem, aby si občané mysleli, že žijí v demokracii. Ázerbájdžánská novinářka Chadidž Ismailová v roce 2013 uvedla, že političtí analytici za demokraturu označují například režimy v Ázerbájdžánu a Rusku. V českém kontextu jej po sametové revoluci použil Karel Kryl. Termín se používá zejména v politické publicistice.

## Vznik pojmu

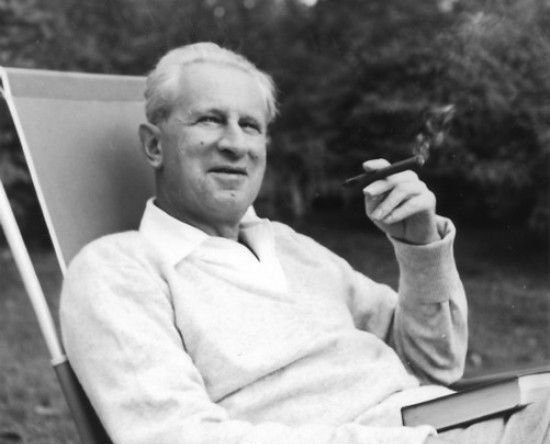
Herbert Marcuse v roce 1955

Nesvobodnou formu demokracie popsal už v roce 1964 ve své knize Jednorozměrný člověk Herbert Marcuse slavným výrokem:
| „                        | Svoboda může posloužit jako mimořádný nástroj k podmanění, protože svobodná volba otrokářů neruší ani otrokáře ani otroky. | “ |
| — Herbert Marcuse (1964) | |   |

Pojem demokratura je v zahraničí známý dlouhou dobu. Jeho koncept bývá připisován francouzskému sociologovi Gérardu Mermetovi (1987), nicméně tento výraz použil již dříve švédský spisovatel Vilhelm Moberg ve článku „Švédsko – demokratura?“ otištěném 14. prosince 1965 v deníku Dagens Nyheter. Demokraturu definoval takto:
| „                       | V demokratuře jsou zachovány obecné svobodné volby, svoboda slova je sice také formálně zachována, ale politika a média jsou ovládána systémem, který má zařídit, aby pouze určité názory byly veřejně diskutovány. Důsledkem je, že občané žijí ve společnosti ovlivněné neobjektivními obrazy skutečnosti. Útlak nevhodných názorů je dobře skrytý, volná debata zaškrcená. Nicméně nutno dodat, že společným rysem všech demokratur je skutečnost, že většina lidí se v takovém státě nedomnívá, že by žila v demokratuře. | “ |
| — Vilhelm Moberg (1965) | |   |

## Použití pojmu v postsovětských zemích
Jako demokratury jsou částí analytiků označovány režimy v některých postsovětských zemích, například v Rusku, na Ukrajině nebo v Ázerbájdžánu.

### Demokratura v Rusku

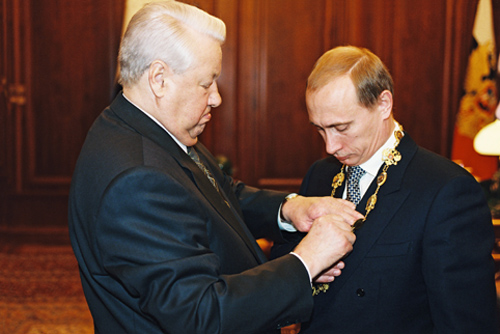
Boris Jelcin předává prezidentskou funkci Vladimiru Putinovi (1999)

O ruské demokratuře píší např. ruští politologové Georgij Satarov a Fjodor Burlackij, kanadský politolog Michel Roche či novináři Neal Ascherson a Boris Reitschuster. Velká mezinárodní pozornost byla věnována článku skotského novináře Neala Ashersona publikovaném v časopise London Review of Books, ve kterém Asherson probíral možnosti demokratur v postsovětských zemí a vyhlídky na přechod z demokratury v demokracii na Ukrajině. Neal Asherson o demokraturách píše:
| „                      | Většina z postsovětských zemí má demokratické prostředky jako ústavu, parlament, formálně nezávislé soudnictví, pravidelné volby, záruky svobody projevu a shromažďování. V praxi jsou ale veškeré tyto instituce zmanipulovány aby zachovaly privilegia postkomunistické elity. V některých demokraturách, jako v těch asijských, je manipulace totální a nestoudná. V jiných demokraturách, jako v té ukrajinské a ruské, přichází volební podvody a státní násilí proti politickým výzvám občanů často s určitou diskrétností. Hlavním cílem demokratury je aby politická elita zůstala u moci a zároveň přesvědčila okolní svět i vlastní obyvatele, že politický proces, alespoň zčásti, odráží vůli lidu. | “ |
| — Neal Asherson (2005) | |   |

V závěru článku Asherson představuje dva pohledy na „druhotné revoluce“ na Ukrajině a v Gruzii – nadějný a odmítavý. Ten nadějný tvrdí, že povstání v Kievě a Tbilisi je počátkem přechodu z demokratury k demokracii – dokončení roku 1989. Odmítavý zase naopak tvrdí, že se jedná pouze o nástupnickou válku – které Němci říkají Diadochenkampf – mezi členy vládnoucí elity a klany, které v zemi víří populární vášně za účelem vlastních a dočasných zájmů. Skeptici potom tvrdí, že to, co je důležité pozorovat při výměně stráží v demokraturách není míra štědrosti v prosazování lidských práv (svobod rozptýlených do davu jako hrst drobných mincí), ale špinavý obchod v imunitách. Jako příklad uvádí ruského prezidenta Vladimira Putina, který získal prezidentský úřad díky příslibu amnestie pro Borise Jelcina a jeho rodinu, navzdory jejich kolosálním krádežím veřejných peněz.

### Demokratura v Ázerbájdžánu

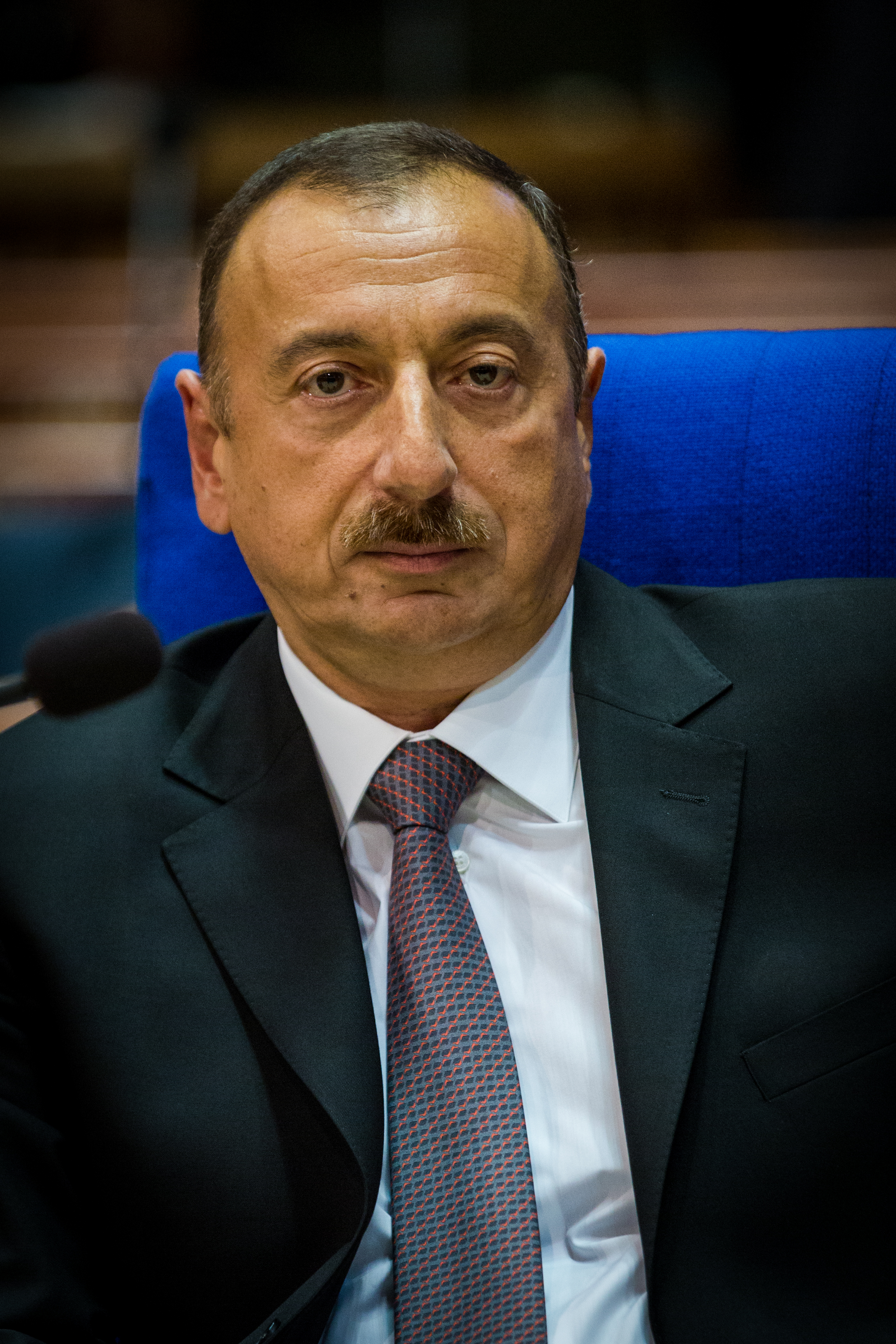
Ilham Alijev je prezidentem Ázerbájdžánu ve třetím funkčním období. Pozorovatelská mise OBSE označila poslední prezidentské volby z roku 2013 za nedemokratické.

Ázebájdžánská investigativní novinářka Rádia Svobodná Evropa Chadidža Ismailová v reportáži Českého rozhlasu Plus uvedla:
| „                           | Po kolapsu sovětského impéria měl přijít přechod k demokracii, který ale selhal. Političtí analytici pro takový režim, který panuje v Rusku i Ázerbájdžánu, razí termín demokratura. To je diktatura předstírající, že je demokracií. Nominálně se hlásí k republikánským hodnotám a lidským právům, reálně to ale nerespektuje. V Rusku to dělají rafinovaněji, u nás je to přímočařejší. Prezidentský úřad se u nás dědí z otce na syna, příslušníci prezidentské rodiny jsou oficiálně ve vedení všech větších podniků. | “ |
| — Chadidža Ismailová (2013) | |   |

Karel Schwarzenberg označil ázerbájdžánský vládnoucí klan Alijevů za „rodinnou diktaturu“. Podle Vilhelma Moberga však „rodinná diktatura“ být demokraturou nemůže, protože je v ní zřejmé, že občané přišli o některé své svobody.

## Použití pojmu v České republice

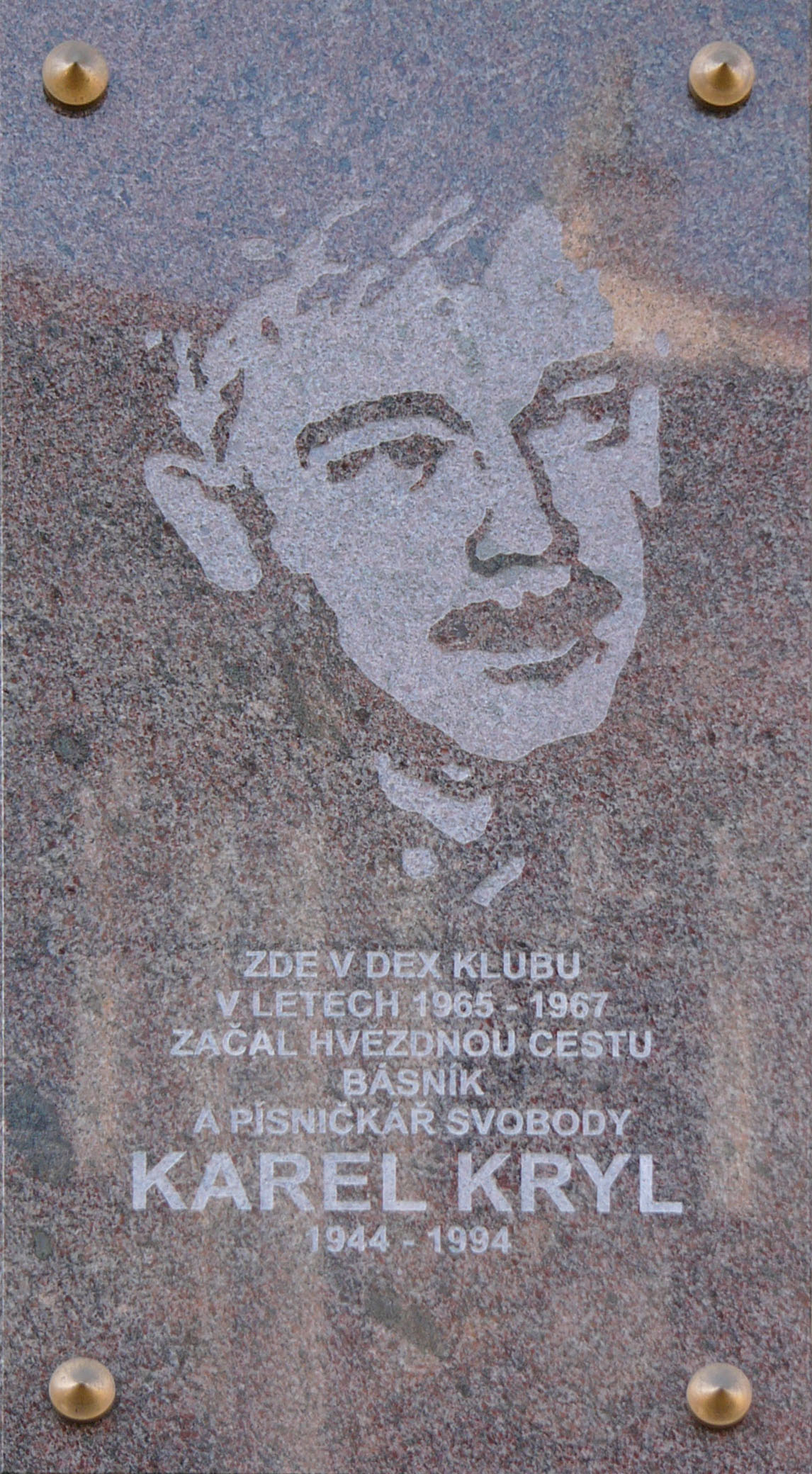
pamětní deska Karla Kryla

V České republice na proces proměny demokracie v diktaturu narážel Karel Kryl v době mezi sametovou revolucí a svou smrtí v roce 1994. Krátce po sametové revoluci přišel i s termínem demokratura, který použil ve výroku:
| „            | Moc si nepískejme, protože veškeré tyhle věci se mohou opakovat a dokonce i v demokracii nebo demokratuře, která by mohla nastat. Já žiju dost dlouho na západě, abych věděl, že se z jedné země, která je demokratická, překrásná může dozítřka stát válečné pole a naopak. To znamená - to chce hlídat! | “ |
| — Karel Kryl | |   |

Podle Kryla je jedinou možnou obranou vlády lidu proti totalitě vlády jedné strany fungující opozice.
| „                   | Myslím, že v této zemi, kde je pravá, ještě pravější a potom ještě pravější strana, mi schází zase jedna část spektra. Jestli mi rozumíte ... to je: já hraju pravou i levou rukou na tu kytaru a představte si, že budu hrát jenom tou pravou. Demokracie může fungovat jedině ve chvíli, kdy je opozice. Opozice dělá demokracii, nikoliv vláda jedné strany, která je pravá. Každá strana je totalitní, protože chce sto procent. | “ |
| — Karel Kryl (1994) | |   |

### Sociální demokratura
Karel Kříž napsal 21. října 2014 pro zpravodajský deník PravýProstor.cz toto:
| „ | Myslím, že nic nevystihuje lépe současný stav společenského uspořádání než pojem „sociální demokratura“. Jakási socialistická náhražka demokracie založená na „sociálním“ uplácení voličů pomocí peněz ukradených produktivní pětině obyvatelstva, presentovaná parodiemi na politické strany, které místo ideových vizí nabízejí jen plytké reklamní slogany a retušované ksichty. | “ |

## Blízké cizojazyčné termíny
Angličtina rozlišuje mnoho termínů, které popisují demokracii, která se mění nebo se proměnila v diktaturu:
- totalitarian democracy (totalitní demokracie) – který v roce 1952 proslavil izraelský historik Ja'akov Talmon ve své knize The Origins of Totalitarian Democracy.[16]
- guided democracy (řízená demokracie) – poprvé použit Walterem Lippmannem ve svém vlivném díle Veřejné mínění (1922) a dále Edwardem Louisem Bernaysem v práci Krystalizace veřejného mínění.
- authoritarian democracy (autoritativní demokracie) – používáno už proudem bonapartistů.[17] Zakládá se na výroku Emmanuela Josepha Sieyèse: „Důvěra zdola, autorita shora.“[18][19]
- illiberal democracy (neliberální demokracie) – Fareed Zakaria tento pojem použil ve svém článku Foreign Affairs v roce 1997.[20] Steven Levitsky a Lucan Way takový termín odsoudili jako „mlživý“ se slovy: „Pokud země nemá opozici a nezávislá média, není demokracií.“[21]